# Пугъюг
Пугъюг — упразднённая деревня в в Нижневартовском районе Ханты-Мансийского автономного округа — Югры. Входила в состав Сельского поселения Ларьяк.
Население на 1 января 2008 года составляло 40 человек.

## Климат
Климат резко континентальный, зима суровая, с сильными ветрами и метелями, продолжающаяся семь месяцев. Лето относительно тёплое, но быстротечное.

## История
Законом ХМАО — Югры от 30 июня 2017 года № 34-оз, 15 июля 2017 года деревня была упразднена, в связи с отсутствием в ней зарегистрированного в установленном порядке и постоянно проживающего населения.

## Население
| 1989 | 2002 | 2010 |
| ---- | ---- | ---- |
| 232  | ↘42  | ↘35  |